# پرینیانو چیلنتو
پرینیانو چیلنتو (به ایتالیایی: Prignano Cilento) یک کومونه در ایتالیا است که در استان سالرنو واقع شده‌است. پرینیانو چیلنتو ۱۱ کیلومتر مربع مساحت و ۹۹۷ نفر جمعیت دارد و ۴۱۵ متر بالاتر از سطح دریا واقع شده‌است.